# João Lyra Neto
João Soares Lyra Neto (Caruaru, 24 de janeiro de 1947) é um empresário e político brasileiro, ex-governador de Pernambuco filiado ao Partido Social Democrático (PSD).
Exerceu mandatos de prefeito de Caruaru (de 1989 a 1993 e de 1997 a 2000), deputado estadual (1995-1996), vice-governador (2007-2014), secretário de saúde de Pernambuco (2008-2010), e ainda foi vice-líder do Governo de Miguel Arraes na Assembleia Legislativa de Pernambuco (1994-1996).

## Biografia
Formado em Direito e natural de Caruaru, ingressou na militância na década de 60 com o movimento estudantil, quando estudava na Faculdade de Direito do Recife. Voltou a Caruaru logo depois de formado para ajudar a administrar os negócios da família, no setor de transportes.
Na década de 1970, em plena ditadura militar, lutou junto com os mais importantes líderes políticos pela resistência democrática durante todo o período do regime militar. Filiado ao Movimento Democrático Brasileiro (MDB), chegou a ser presidente do partido em Caruaru. Nos início dos anos 80, começou a participar ativamente de campanhas políticas e fez parte da Coordenação Estadual pela retomada das “Diretas Já” no país.

## Trajetória política
Sua trajetória política teve início em 1988, quando, seguindo os passos do pai, João Lyra Filho, foi eleito prefeito de Caruaru, cargo que voltou a assumir em 1997, para um segundo mandato. Foi vice-líder do governo Miguel Arraes na Assembleia Legislativa do Estado de Pernambuco durante seu mandato de deputado estadual.
Ao lado de Eduardo Campos, foi eleito vice-governador em 2006. Em 2008, assumiu a Secretaria de Saúde. Comandou o processo de mudança de gestão da pasta em Pernambuco, cuidando particularmente da regionalização da Saúde. João Lyra também coordenou duas outras áreas, Segurança e Educação. Após a renúncia de Campos, em abril de 2014, para concorrer à Presidência da República, João Lyra assumiu o comando do estado. É pai de Raquel Lyra, ex-prefeita de Caruaru e governadora de Pernambuco a partir de janeiro de 2023.